# Winfried Löschburg
Winfried Löschburg (* 29. März 1932 in Leipzig; † 2021) war ein Historiker und Bibliothekar.

## Leben
Löschburg studierte Geschichte, Germanistik und Publizistik und arbeitete als wissenschaftlicher Mitarbeiter im Museumswesen bei der Bauakademie und der Staatsbibliothek Berlin. Er publizierte zahlreiche kulturgeschichtlicher Publikationen und erhielt 1977 den Goethepreis Ost-Berlin.